# NGC 5366
NGC 5366 (другие обозначения — MCG 0-36-2, ZWG 18.7, KCPG 403A, IRAS13538+0000, PGC 49569) — галактика в созвездии Дева.
Этот объект входит в число перечисленных в оригинальной редакции «Нового общего каталога».